# Alma Vessells John
Pour les articles homonymes, voir John.
Alma Vessells John, née le 27 septembre 1906 à Philadelphie et morte le 8 avril 1986 à New York, est une infirmière américaine, rédactrice de bulletins d'information, personnalité de la radio et de la télévision et militante des droits civiques.
Après avoir obtenu son diplôme d'études secondaires elle emmenage à New York pour suivre des cours d'infirmière. Elle termine sa formation à la Harlem Hospital School of Nursing en 1929 et travaille pendant deux ans comme infirmière avant d'être promue directrice des programmes éducatifs et récréatifs de l'hôpital de Harlem. Après avoir été licenciée pour avoir tenté de syndiquer les infirmières en 1938, elle devient directrice de la YWCA School for Practical Nurses d'Upper Manhattan, la première Afro-Américaine à occuper le poste de directrice d'une école d'infirmières dans l'État de New York. En 1944, John est devenu conférencier et consultant auprès du Conseil national des infirmières pour le service de guerre, jusqu'à la fin de la guerre, et a été le dernier directeur de l' Association nationale des infirmières diplômées de couleur de 1946 jusqu'à sa dissolution en 1951. Sa position au sein des deux organisations était d'élargir les opportunités de soins infirmiers pour les femmes noires et d'intégrer les infirmières noires de tout le pays dans le système de santé.
En 1949, Alma Vessells John écrit un scénario intitulé Brown Women in White pour une production sur WNBC, qui l'a conduit à une deuxième carrière à la radio et à la télévision. En 1952, elle présente The Homemaker's Club sur la station WWRL à New York. L'année suivante, elle devient la première personnalité noire de la radio à être invitée en tant que membre de la section new-yorkaise de l'Association des femmes de la radio et de la télévision. Elle milite avec succès pour que les réunions se tiennent dans des locaux ou il n'y avait pas de ségrégation. En 1957, elle reçoit le McCall's Golden Mike Award pour son émission What's Right with Teenagers et en 1959, elle devient directrice de la programmation féminine à la WWRL. Au cours de ses 25 années de carrière à la radio, elle écrit et produit de nombreuses émissions donnant des conseils ménagers, des conseils en matière de soins de santé et fournissant des informations sur les actions de services.
En 1970, elle commence à apparaître dans des émissions de télévision sur WPIX-TV. Elle interviewe d'éminentes personnalités noires dans ses émissions Black Pride et Positively Black. Alma Vessells John travaille jusqu'à sa mort en 1986 et on se souvient principalement de son rôle de pionnière à la radio.

## Jeunesse et éducation
Alma Vessells naît le 27 septembre 1906 à Philadelphie, de Hattie (née Taylor) et Joseph Vessells. Elle est issue d'une famille de neuf frères et sœurs qui lutte contre la pauvreté. Sa mère meurt lorsqu'elle a douze ans et Alma Vessells, en tant qu'aînée, aide à élever ses frères et sœurs plus jeunes. Son père est charpentier et elle travaille comme domestique et éplucheuse de légumes pour gagner de l'argent. La famille lit Negro World, publié par Marcus Garvey, ce qui impacte fortement son éthique de travail et sa fierté ethnique. Après avoir obtenu son diplôme d'études secondaires, elle déménage à New York pour devenir infirmière. Elle s'est inscrite à la anglais : Harlem Hospital School of Nursing en 1926 et obtient son diplôme en 1929.

## Carrière

### Infirmière (1929-1951)
Après avoir obtenu son diplôme, Alma Vessells travaille comme infirmière à l'hôpital de Harlem. En 1930, elle est engagée comme directrice des programmes éducatifs et récréatifs. C'est là qu'elle rencontre Cornwall Lisley John, qu'elle épouse le 1er octobre 1937. Lisley est un barbier originaire de Saint Vincent dans les Antilles britanniques, qui travaille à New York,. En octobre 1938, elle tente de syndiquer les infirmières pour exiger une augmentation de salaire et de meilleures conditions de travail et est licencié par l'hôpital .
Bien qu'une pétition pour récupérer son poste soit présentée à la convention de la fonction publique qui se tient à New York cette année-là, Alma Vessells John est nommée, en 1938, directrice de l'école d'infirmières auxiliaires de la YWCA d'Upper Manhattan à Harlem, devenant ainsi la première Afro-Américaine à diriger une école d'infirmières auxiliaires dans l'État de New York.
Elle reste à la YWCA jusqu'en 1944, date à laquelle elle quitte l'organisation pour travailler comme conférencière et consultante auprès du National Nursing Council for War Service,,. En tant qu'assistante d'Estelle Massey Riddle, elle contribue à remédier à la pénurie d'infirmières en augmentant le nombre d'infirmières noires. Leur objectif est de mettre en place des programmes de formation pour les étudiants noirs et d'enseigner aux administrateurs et directeurs des écoles d'infirmières, ainsi qu'aux fonctionnaires, comment augmenter le nombre d'inscriptions. Toutes les deux soulignent que la ségrégation dans les écoles américaines signifie que de nombreux étudiants noirs ont besoin d'améliorer leur éducation de base pour pouvoir suivre une formation d'infirmier, et encouragent les écoles à élaborer des programmes d'études permettant d'obtenir une éducation complète.

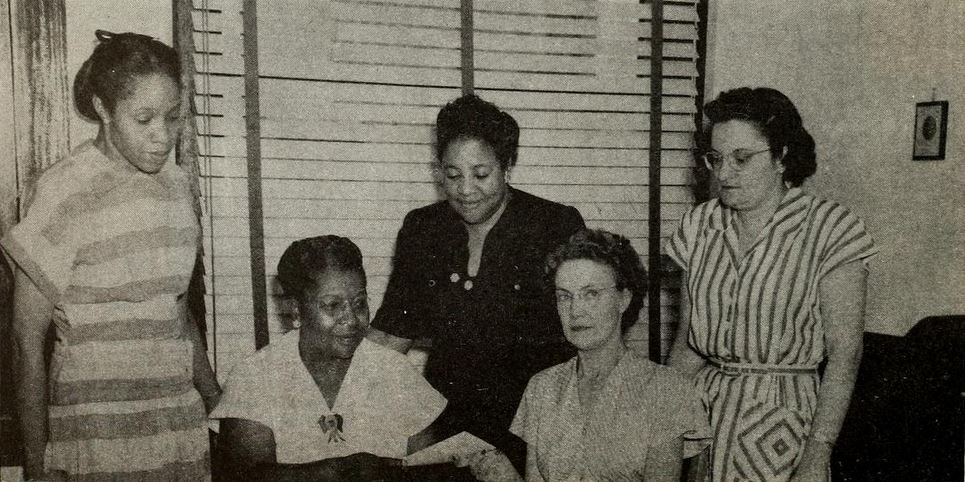
Alma Vessells John, vers 1949, avec des femmes qui ont intégré la North Carolina Nurses Association

Durant cette période, John retourne à l'école, rejoint Alpha Kappa Alpha et obtient sa licence en sciences en 1946 à l'université de New York en éducation et en soins infirmiers de santé publique. À la fin de l'année, elle est la première infirmière élue membre du Comité national pour l'enfance et la jeunesse, un groupe organisé pour conseiller les législateurs sur les questions qui touchent les jeunes. Peu après l'obtention de son diplôme, elle devient secrétaire exécutive de la National Association of Colored Graduate Nurses,,. Son rôle en tant que directrice est d'éliminer les barrières et les politiques raciales qui interdisaient l'avancement des infirmières noires. Une deuxième partie importante de son poste consiste à contribuer à la transition vers la fusion de la National Association of Colored Graduate Nurses dans l'American Nurses Association. Elle parcourt le Sud pour tenter d'apaiser les inquiétudes des infirmières blanches concernant la fusion, tout en essayant de rassurer les infirmières noires sur le fait que la fusion pourrait améliorer leur statut professionnel et leur ouvrir des perspectives.
Afin d'atteindre un public plus large et de multiplier les activités de soins infirmiers, Alma Vessells John commence à diffuser des programmes à la radio. En 1949, elle écrit un script intitulé Brown Women in White pour WNBC, ce qui l'amène à consulter Margaret Cuthbert, une responsable de la programmation de NBC, pour d'autres programmes radiophoniques,. L'émission couvre 40 ans de lutte pour que les femmes noires puissent travailler comme infirmières et est diffusée dans tout le pays sur 69 stations,. Elle continue à travailler comme consultante pour le National Nursing Council for War Service jusqu'à la fin de la guerre et est la dernière directrice de la National Association of Colored Graduate Nurses, jusqu'à sa dissolution en 1951.
En 1950, Elle est nommée déléguée à la mobilisation nationale de la National Association for the Advancement of Colored People pour les droits civiques. Elle fait partie des délégués choisis pour parler directement avec le président Harry Truman des besoins urgents de la communauté noire et de la nécessité d'une législation sur les droits civiques. Les délégués soulignent que l'accent doit être mis sur le droit de vote sans restriction grâce à l'élimination des taxes électorales et à une loi fédérale contre le lynchage, mais l'administration choisit de se concentrer sur la législation relative aux pratiques d'emploi équitables.
À la fin de son mandat auprès de la National Association of Colored Graduate Nurses, elle déclare qu'avant la Seconde Guerre mondiale, seules 14 écoles d'infirmières dans tout le pays admettaient des étudiants noirs. En 1950, à l’échelle nationale, 304 écoles d’infirmières accueillent des étudiants afro-américains. Elle note également que seuls cinq États interdisent encore aux infirmières noires d’adhérer à des associations, mais que des écarts en termes d'opportunités et de salaires à l'échelle nationale subsistaient.

### Radio et télévision (1952-1978)

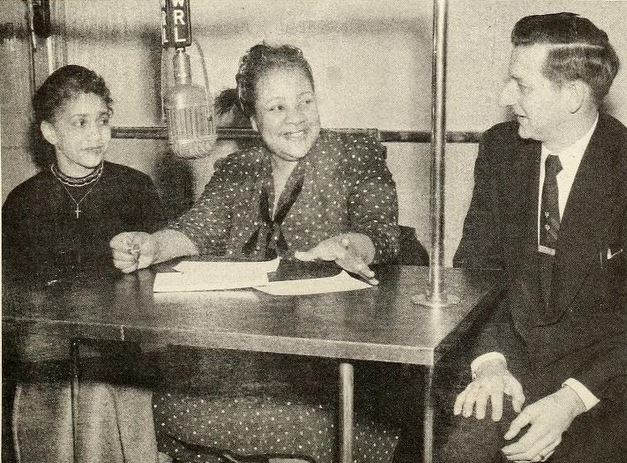
Alma Vessells John (au centre) lors d'un épisode du Homemaker's Club sur WWRL présentant le travail de la Joshua School de l' AHRC New York avec Anna Collins (à gauche) et le directeur adjoint, Rudolf P. Hormuth (à droite), années 1950

En 1952, Alma Vessells John commence à écrire et à présenter Homemaker's Club sur la station new-yorkaise WWRL. Au départ, l'émission est un bulletin de 15 minutes, mais elle devient rapidement une émission d'une demi-heure dans le but d'attirer des auditrices,. L'émission mêle des conseils ménagers à des conversations entre elle et ses invités, qui se concentrent sur des questions sociales et des questions d'intérêt général, et est diffusée dans tout le pays cinq jours par semaine,,. La même année, elle et son mari commencent à proposer un service de conciergerie, qu'ils nomment House of Service, aux visiteurs de New York. Grâce à sa grande expérience des voyages, elle sait qu'il est difficile de prendre des dispositions dans une ville inconnue et leur entreprise aide les voyageurs à obtenir des informations, à rechercher des arrangements de voyage, à faire des réservations et à trouver des prestataires de services pour divers besoins,. En 1953, elle devient devient la première femme noire admise à la section new-yorkaise de l'Association des femmes de la radio et de la télévision . Elle mène une campagne réussie avec Mary Dee Dudley, la première disc-jockey afro-américaine des États-Unis, pour que l'association adopte une politique selon laquelle toutes ses réunions se tiendront dans des locaux non ségrégués,.
À partir de 1954, Alma Vessells John produit les émissions de radio Alma John Talks to Teens et What's Right with Teenagers, cette dernière étant diffusée trois fois par semaine,. Ces émissions encouragent les jeunes Noirs à terminer leurs études et à rechercher des opportunités de carrière, inspirant à beaucoup d'entre eux le rêve d'entrer dans le monde de la radio et de la télédiffusion. What's Right with Teenagers est produit et réalisé par des adolescents, Alma Vessells John les aidant à écrire des scripts, à planifier des programmes, à programmer des interviews et leur apprend les techniques d'enregistrement. En collaboration avec leurs écoles, elle offre également des conseils en matière de carrière et aide de nombreux étudiants à trouver un emploi. En 1957, elle reçoit le McCall's Golden Mike Award lors de la convention nationale de l'Association des femmes de la radio et de la télévision qui se tient à San Francisco pour son travail sur What's Right with Teenagers. Elle est la première femme noire à recevoir ce prix. En 1959, elle est promue directrice des programmes pour les femmes à WWRL,.

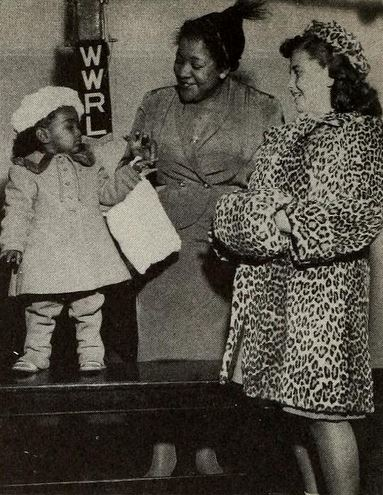
Alma Vessells John, (au centre) dans l'épisode Furs for Moppets du Homemaker's Club sur WWRL avec Regina Berry (à gauche) et Valerie Libuti (à droite), années 1950

Au cours de ses 25 années d'association avec WWRL, elle produit plusieurs séries en syndication sur les conseils ménagers, comme Alma John Shoppers' Guide, At Home With Alma John, Household Hints et Speak of Color, qui propose des conseils sur le budget, le crédit, la décoration et la nutrition,,. Elle produit une grande variété d'émissions, dont The World at Your Doorstep, une émission d'entretiens avec des visiteurs étrangers et un programme destiné aux personnes âgées appelé Golden Agers. D'autres émissions comprennent des programmes de service public tels que des informations sur la santé et les droits civiques, ainsi que des invités célèbres comme Eleanor Roosevelt. En 1960, elle est honorée par la National Urban League et, tout au long de sa carrière, elle reçoit de nombreux prix et distinctions de la part de diverses organisations civiques.
En 1970, la chaîne de télévision new-yorkaise WPIX lui propose d'animer une émission sur les problèmes et les succès des Noirs. Pendant deux ans, elle anime Black Pride, avant d'en devenir la productrice en 1972. L'émission est diffusée deux fois par semaine et présente une grande variété d'invités, dont notamment Coretta Scott King, Ella Fitzgerald, Edythe J. Gaines, Roberta Flack, Rosa Parks et Pamela Strobel (alias Princesse Pamela), entre autres. Elle anime également la série de débats Positively Black. Sa dernière production télévisée est un talk-show, Like It Is, qui est produit pour WPIX en 1978.

### Fin de carrière (1977-1986)
De 1979 à 1986, Alma Vessells John anime les ateliers Alma John et publie un bulletin du même nom. Les ateliers visent à promouvoir l’amélioration de la communauté, l’éducation et la santé publique. Ils offrent aux membres de la communauté de tous âges un lieu pour partager leurs travaux créatifs et organisé des événements tel que des visites de prisons, de centres de détention ou de foyers pour enfants. Dans le cadre des ateliers, elle a beaucoup voyagé et s'est adressée à diverses organisations et groupes.

## Mort et héritage
Alma Vessells John meurt à l'hôpital de Harlem le 8 avril 1986, des suites d'un accident vasculaire cérébral. Ses funérailles ont eu lieu à l'église baptiste Saint Paul de Harlem le 12 avril. Le 1er mai, la Chambre des représentants des États-Unis lui rend hommage. On se souvient d'elle pour ses actions au cours de la lutte pour les droits civiques, ses actions pour les infirmières Afro-Américaines et aussi comme personnalité pionnière de la radio. Elle influence la carrière de nombreux professionnels de la communication médiatique comme Gary Byrd, Pablo Guzmán, David Lampel et Gil Noble, notamment. Ses archives sont léguées au Centre Schomburg pour la recherche sur la culture noire à New York, qui les reçoit en 1990. Elle est l'une des pionnières de la radio présentées dans la série de documentaires Black Radio: Telling It Like It de, créée par Jacqueline Gales Webb en 1996. Les archives du programme, y compris les entretiens enregistrés, sont conservés aux archives de la musique et de la culture afro-américaines de l'Université d'Indiana à Bloomington.